# Mönjbaataryn Bundmaa
Mönjbaataryn Bundmaa –en mongol, Мөнхбаатарын Бундмаа– (Jarjorin, 4 de septiembre de 1985) es una deportista mongola que compite en judo.
Ganó una medalla en el Campeonato Mundial de Judo de 2010, y siete en el Campeonato Asiático de Judo entre los años 2005 y 2016. En los Juegos Asiáticos consiguió dos medallas en los años 2006 y 2010.

## Palmarés internacional
| Campeonato Mundial  | Campeonato Mundial   | Campeonato Mundial | Campeonato Mundial |
| Año                 | Lugar                | Medalla            | Categoría          |
| ------------------- | -------------------- | ------------------ | ------------------ |
| 2010                | Tokio (Japón)        | Medalla de bronce  | –52 kg             |
| Juegos Asiáticos    |                      |                    |                    |
| Año                 | Lugar                | Medalla            | Categoría          |
| 2006                | Doha (Catar)         | Medalla de plata   | –52 kg             |
| 2010                | Cantón (China)       | Medalla de plata   | –52 kg             |
| Campeonato Asiático |                      |                    |                    |
| Año                 | Lugar                | Medalla            | Categoría          |
| 2005                | Taskent (Uzbekistán) | Medalla de bronce  | –52 kg             |
| 2008                | Jeju (Corea del Sur) | Medalla de plata   | –52 kg             |
| 2009                | Taipéi (Taiwán)      | Medalla de plata   | –52 kg             |
| 2011                | Abu Dabi (EAU)       | Medalla de plata   | –52 kg             |
| 2012                | Taskent (Uzbekistán) | Medalla de plata   | –52 kg             |
| 2015                | Kuwait (Kuwait)      | Medalla de plata   | –52 kg             |
| 2016                | Taskent (Uzbekistán) | Medalla de bronce  | –52 kg             |